# ブラザース・フォア
ブラザース・フォア (The Brothers Four) は、1957年にワシントン州シアトルで結成されたアメリカ合衆国のフォークソング・グループで、1960年のヒット曲「グリーンフィールズ」 (Greenfields) などで知られている。

## 経歴
ボブ・フリック (Bob Flick)、ジョン・ペイン (John Paine)、マイク・カークランド (Mike Kirkland)、ディック・フォーリー (Dick Foley) の4人は、1956年にシアトルのワシントン大学で、フラタニティ（「兄弟」を意味するラテン語「frater」に由来する学生の社交クラブ）のひとつであるファイ・ガンマ・デルタ (Phi Gamma Delta) の仲間として出会った。「ブラザース」つまり「兄弟」というグループ名も、フラタニティの仲間であったことを踏まえたものである。ライバル関係にあった別のフラタニティが彼らに仕掛けた冗談がきっかけで、プロのグループとして活動するようになった。
1959年に、サンフランシスコに拠点を移した彼らは、デイヴ・ブルーベックのマネージャーだったモート・ルイス (Mort Lewis) に出合い、ルイスにマネージャーを引き受けてもらい、その年の遅い時期にコロムビア・レコードとの契約を取り付けた。そうして1960年1月にリリースされた2枚目のシングル盤「グリーンフィールズ」が、ポップ・チャートの2位まで上昇し、年末に出たデビュー・アルバム『Brothers Four』は、トップ20に入った。初期のキャリアの中では、ほかにも、4枚目のシングル盤として発表された、ジョン・ウェイン主演の1960年の映画『アラモ』の使用曲「遥かなるアラモ (The Green Leaves of Summer)」がアカデミー歌曲賞の候補のひとつとなり （受賞作は『日曜はダメよ』の「Never on Sunday」）、これを収録した3枚目のアルバム『魅力のグループ (BMOC/Best Music On/Off Campus)』はトップ10入りをした。ブラザース・フォアは1963年に、ABCのテレビ番組『フーテナニー (Hootenanny)』のテーマ曲として「Hootenanny Saturday Night」を作った。ブラザース・フォアは「スループ・ジョン・B」も取り上げ、「ジョンB号の航海 (The John B Sails)」としてリリースした。ブラザーズ・フォアはピーター・ポール&マリーとともに、60年代前半のフォーク・シーンの人気グループとなっていった。
ビートルズなどの（第1次）ブリティッシュ・インヴェイジョンやボブ・ディランのような、より先鋭的なフォークロックの台頭によって、60年代前半のブラザース・フォア初期の成功は終焉を迎えたが、その後も彼らは演奏活動を継続し、レコードを発表し続けた。特に日本では高い人気を保ち、来日公演もたびたび行っている。一方、アメリカ合衆国ではホテルを回る巡業を続けた。
ブラザース・フォアは、カムバックを期してディランの「ミスター・タンブリン・マン」を録音したが、ライセンス許諾を得られすリリースができなかった。ところが、1965年にこの曲でデビューしたバーズのバージョンが有名になり、ブラザース・フォアはすっかり出し抜かれてしまった。
1968年、ブラザース・フォアは、ジェリー・デノン (Jerry Dennon) とともに、オレゴン州シーサイド (Seaside) にAMラジオ局KSWBを設立した。このラジオ局は1972年にモンタナ州の事業グループに売却され、その後最終的に”ラジオ局を多数所有するコングロマリット”に吸収合併された。 
1969年にマイク・カークランドがグループを離れ、これに代わって、やはりワシントン大学出身のマーク・ピアソン (Mark Pearson) が加入した。ピアソンは1971年に脱退し、代わってボブ・ハワース (Bob Haworth) が加入した。
1979年には第8回東京音楽祭に、日本語曲「時の流れに (As time goes by)」で出場、銅賞を獲得した。この曲は「MR. ロンリーマン (Mr. Lonely Man)」とのカップリングで同年、シングル発売されたほか、アメリカで発売された再録音ベストアルバム「Greenfields & Other Gold」に2曲ともボーナストラックとして追加され、日本向けのベストアルバム「AS TIME GOES BY」として発売されている。東京音楽祭ではスケジュールの都合でペインが参加できず、この時は脱退していたピアソンが代理で参加している。ボブ・ハワースは1989年まで活動したが、その後にマーク・ピアソンが再加入した。
1990年には、ディック・フォーリーが脱退し、代わってテリー・ローバー (Terry Lauber) が加入した。こうしたメンバーの変遷はあるものの、67年のキャリアを重ね、グループは21世紀に入ってからも活動を続けている。

## ディスコグラフィ・セレクト

### シングル
- 1960 "Greenfields" - 米 #2[2]、英 #40[8]、ノルウェー#1

- 1960 "My Tani" - 米#50
- 1960 "The Green Leaves of Summer" - 米#65, NOR #10
- 1961 "Frogg" - 米#32
- 1962 "Blue Water Line" - 米#68
- 1963 "Hootenanny Saturday Night" - 米#89
- 1965 "Try to Remember" - 米#91
- 1966 "I'll Be Home for Christmas" - 米#26
- ? "Green Summer Song - 米#?

### アルバム
- 1960   The Brothers Four - U.S. #11
- 1960   Rally'Round
- 1961   B.M.O.C. (Best Music On/Off Campus) - 米#4：邦題『魅惑のグループ』
- 1961   Roamin
- 1961   The Brothers Four Song Book - 米#71
- 1962   The Brothers Four: In Person - 米#102
- 1962   The Brothers Four Greatest Hits
- 1963   Cross-Country Concert - 米#81
- 1963   The Big Folk Hits - 米#56
- 1964   More Big Folk Hits - 米#134
- 1964   Sing Of Our Times - 邦題『風は激しく』
- 1965   The Honey Wind Blows  - 米#118
- 1965   By Special Request
- 1966   Try To Remember - 米#76
- 1966   A Beatles' Songbook (The Brothers Four sing Lennon/McCartney) - 米#97：邦題『ブラザース・フォア/ビートルズを歌う』
- 1969   Four Strong Winds